# Murusumo
Murusumo är ett vattendrag i Burundi.   Det ligger i provinsen Cankuzo, i den nordöstra delen av landet, 150 km öster om huvudstaden Bujumbura.
I omgivningarna runt Murusumo växer huvudsakligen savannskog. Runt Murusumo är det ganska tätbefolkat, med 144 invånare per kvadratkilometer.